# توماس جوزيف لامي
توماس جوزيف لامي هو عالم عقيدة ومستشرق بلجيكي، ولد في 27 يناير 1827 في Ohey ‏ في بلجيكا، وتوفي في 30 يوليو 1907 في لوفان في بلجيكا.